# Karmelitinnenkloster Bordeaux-Talence
Das Karmelitinnenkloster Bordeaux-Talence ist ein Kloster der Karmelitinnen in Talence, Département Gironde, im Erzbistum Bordeaux in Frankreich.

## Geschichte
Auf Wunsch von Kardinal François d’Escoubleau de Sourdis gründete eine spanische Karmelitin 1610 in Bordeaux im Cours de l’Intendance einen Karmel, von dem die Gründungen Toulouse (1616, heute in Muret) und Saintes (1617, ab 1918 Carmel de La Fouchardière in Chavagnes-en-Paillers) ausgingen. 1618 wurde in der Rue Permentade ein zweites Karmelitinnenkloster gegründet. Nach der Auflösung durch die Französische Revolution im Jahre 1792 konnte dieses zweite Kloster 1827 wieder bezogen werden. Mitte des Jahrhunderts wechselte der Konvent in die beschaulichere Rue Saint-Genès. 1901 zwang die  Dritte Republik den Konvent ins Exil nach Spanien (Zarautz), von wo er 1917 zurückkehren konnte. 1927 bezog er neue Klostergebäude in Talence (Rue Camille Pelletan Nr. 56). 1947 gründete er das Karmelitinnenkloster Cognac (2017 aufgelöst). 2017 nahm er die verbleibenden Schwestern des Klosters Villefranche-de-Rouergue auf, das 1844 vom Kloster Montauban gegründet worden war.